# Mao Cừ
Mao Cừ (chữ Hán: 毛璩, ? - 405), tự Thúc Liễn, người Dương Vũ, Huỳnh Dương , là tướng lĩnh nhà Đông Tấn.

## Tham gia bắc phạt
Ông nội là danh tướng Mao Bảo, tử trận khi bắc phạt Hậu Triệu. Cha là Mao Mục Chi, gần trọn sự nghiệp tham chiến chống lại các chính quyền Hồ tộc phương bắc. Chú là Mao An Chi, có công trấn áp khởi nghĩa Lư Tủng.
Cừ trưởng thành, làm tham quân cho Hữu tướng quân Hoàn Khoát. Sau đó vì cha mất nên rời chức, trở lại làm tham quân cho Vệ tướng quân Tạ An, rồi được nhận chức Thượng thư lang. An lại lấy ông làm tham quân, rồi chuyển sang làm Chinh lỗ tư mã cho con An là Diễm. Trong trận Phì Thủy, Cừ và Điền Thứ Chi truy kích quân Tiền Tần, đến Trung Dương mới về. Được thăng Ninh sóc tướng quân, Hoài Nam thái thú. Rồi được bổ làm Trấn bắc tướng quân, tư mã cho Tiếu vương Tư Mã Điềm. Huyện giới Hải Lăng có nơi gọi là Thanh Bồ, 4 mặt hồ chằm, mọc đầy lúa miêu, những lưu dân tề tụ về đây, không chịu sự kiểm soát của chính quyền. Ông kiến nghị đưa ngàn người đến trấn áp. Khi ấy đại hạn, Cừ nhân đó phóng hỏa, lúa miêu cháy sạch, lưu dân quẫn bách, đến chỗ ông tự thú, có gần vạn hộ, đều sung làm binh hộ, triều đình khen ngợi. Được chuyển làm Tây trung lang tư mã, Long tương tướng quân, Tiếu, Lương 2 quận nội sử. Rồi được thay Quách Thuyên làm Kiến uy tướng quân, Ích Châu thứ sử.

## Phản kháng Hoàn Huyền
Đầu thời Tấn An đế, được tiến làm Chinh lỗ tướng quân. Khi Hoàn Huyền soán ngôi, sai sứ gia Cừ làm Tán kỵ thường thị, Tả tướng quân. Ông bắt giữ sứ giả của Huyền, không thụ mệnh. Huyền lấy Hoàn Hi làm Lương Châu thứ sử, Vương Dị chiếm cứ Phù, Quách Pháp đồn thú Đãng Cừ, Sư Tịch đồn thú Ba Quận, Chu Đạo Tử đồn thú Bạch Đế để đề phòng. Cừ truyện hịch xa gần, kể tội của Huyền, sai Ba Đông thái thú Liễu Ước Chi, Kiến Bình thái thú La Thuật, Chinh lỗ tư mã Chân Quý Chi đánh phá bọn Hi, rồi soái quân lũ lượt đến Bạch Đế. Vũ Lăng vương Tư Mã Tuân (dưới sự khống chế của Lưu Dụ) làm chiếu lệnh khen ngợi ông.
Từ trước, em Cừ là Ninh Châu thứ sử Phan mất, Mao Hữu Chi - cháu nội của anh Cừ là Cầu – cùng tham quân Phí Điềm đem mấy trăm người đưa tang, chôn ở Giang Lăng. Đúng lúc Hoàn Huyền thua chạy về đấy, Mao Tu Chi – con trai của em Cừ là Cấn – làm Đồn kỵ hiệu úy cho Huyền, lừa ông ta vào Thục, rồi cùng Hữu Chi, Phí Điềm và người quận Hán Gia là Phùng Thiên giết chết ông ta. Bọn Liễu Ước Chi nghe tin, tiến chiếm Giang Lăng. Tướng Tấn là bọn Lưu Nghị về Tầm Dương, bọn Ước Chi cũng lui quân tránh dư đảng họ Hoàn. Ít lâu sau, Chân Quý Chi, La Thuật có bệnh, Ước Chi trá hàng Hoàn Chấn, việc bại lộ mà bị hại. Tư mã của Ước Chi là Thời Duyên Tổ, Phù Lăng thái thú Văn Xử Mậu phủ dụ bộ hạ của họ, giữ Phù Lăng. Hoàn Chấn sai Hoàn Phóng Chi vây Ích Châu, đóng đồn ở Tây Lăng. Xử Mậu chống lại, phá được.
Tháng giêng ÂL năm Nghĩa Hi đầu tiên (405), tướng Tấn là bọn Lưu Nghị giành lại Giang Lăng, giải thoát cho An đế, triều đình làm chiếu khen ngợi công thần đất Thục, tiến Cừ làm Chinh tây tướng quân, gia Tán kỵ thường thị, Đô đốc Ích, Lương (梁), Tần, Lương (凉), Ninh 5 châu quân sự, hành Nghi Đô, Ninh Thục thái thú. Văn Xử Mậu làm Phụ quốc tướng quân, Tây di hiệu úy, Ba Tây, Tử Đồng 2 quận thái thú, Tây di hiệu úy Mao Cấn (em Cừ) làm Trì tiết, Giám Lương, Tần 2 châu quân sự, Chinh lỗ tướng quân, Lương (梁), Tần 2 châu thứ sử, Lược Dương, Vũ Đô thái thú. Thục Quận thái thú Mao Viện (em Cừ) làm Phụ quốc tướng quân, Ninh Châu thứ sử.
Tháng 3 ÂL cùng năm, Hoàn Chấn một lần nữa chiếm lại Giang Lăng, Cừ điều quân đi giúp quân Tấn, sai Cấn, Viện xuôi dòng Trường Giang tiến xuống, sai tham quân Tiếu Túng lãnh quân 2 quận Ba Tây, Tử Đồng tiến xuống sông Phù, hẹn bọn họ hội quân với ông ở Ba Quận. Người Thục vốn không bằng lòng tham chiến, đến lúc này nghe theo Tiếu Túng, nổi dậy ở cửa sông Ngũ Thành, quay lại tập kích đất Phù, giết Cấn. Trưởng sử Trịnh Thuần Chi của Cấn từ Thành Đô chạy đi báo tin cho Cừ. Khi ấy ông đang ở Lược Thành, cách Thành Đô 400 dặm, sai tham quân Vương Quỳnh đi dẹp phản quân, sắp giao chiến ở Quảng Hán. Bọn Bột Đạo lệnh Hà Lâm cùng thủ hạ của Cừ nghe theo lời chiêu dụ của Tiếu Túng, bèn giết cả Cừ và Viện, con cháu họ Mao ở đất Thục đều bị hại.

## Hậu sự
Con là Hoằng Chi được kế tự.
Trong những năm Nghĩa Hi (405 – 419), Thời Duyên Tổ làm Thủy Khang thái thú, dâng sớ ca tụng anh em Cừ, vì thế có chiếu cho họ được thụ quan chức cũ, cấp 30 vạn tiền. 300 xúc vải. Luận công dẹp Hoàn Huyền, truy phong Cừ làm Quy hương công, thăng 500 hộ; luận công chém Huyền, phong Mao Hữu Chi làm Di Đạo huyện hầu.
Tấn thư ca ngợi nhà họ Mao từ Mao Bảo đến Mao Cừ 3 đời, 4 người có công với nước, đương thời ngoài họ Chu ở Tầm Dương (tức Chu Phóng, Chu Phủ, Chu Sở) thì không gia tộc nào bì kịp.